# Каменичка река
Каменичка река  је једна од притока Височице или почетног тока реке Темштице, у општини Димитровград у Пиротском управном округу. Овај назив Каменичка река носи низводно од саставка Воденичке реке и Градешчице које се спајају код села Сенокос. Воденичка река је дужа и по површини слива већа река.  У ширем смислу она припада сливу реке Нишаве, односно Јужне Мораве, затим Велике Мораве, Дунава, па самим тим и Црноморском сливу.

## Географске одлике
Дужина Каменичке реке са Воденичком реком је 15,25 km, а површина слива износи 65,49 km². 
Низводно од Сенокоса Каменичка река нема сталних притока, а од Каменице формирана је алувијална раван. Улива се у Височицу између Изатовца и Браћеваца, на надморској висини од 753 метара.

### Саставнице Каменичке реке
Воденична река

Воденичка река постаје од Јеловог Дола који извире испод Црног врха (1.831 m н.в) на надморској висини од 1.654 m и Студене баре која извире испод Преграде (1.680 m н.в) на надморској висини од 1.598 m. 
Ту се у старим рифеј-камбријумским шкриљцима јавља велики број извора. Падови речних токова су велики, долинске стране стрме и покривене шумском вегетацијом. Развођа се одликују травнатим покривачем. Са десне стране Воденичка река прима своју највећу десну притоку Врлу бару која је своју дубоку и стрму долину изградила изградила у тријаским кластичним стенама. Низводно од ушћа Врле баре Воденичка река пресеца кречњаке и доломите средњег тријаса. Долинске стране су веома стрме, али је само дно долине доста широко..
Градешчица
Код села Сенокос Воденичка река се спаја са Градешчицом која одводњава погранични појас ка Бугарској. Више извора испод Сребрне главе (1.932 m н.в) формира Сребрну бару, док извори испод горе поменутог Црног врха формирају Црновршку бару. Њиховим спајањем настаје Градешчица. У горњем току Градешчица се  одликује
великим падом речног корита и густом речном мрежом. Највећа притока  Градешнице је Карибањски поток који се улива у Градешчицу са леве стране.